# Carmo (Rio de Janeiro)
Carmo é um município brasileiro do estado do Rio de Janeiro. Localiza-se a uma latitude 21º56'01" sul e a uma longitude 42º36'31" oeste, estando a uma altitude de 347 metros. Sua população estimada em 2008 era de 17.784 habitantes.

## Geografia

### Clima
Segundo dados do Instituto Nacional de Meteorologia (INMET), referentes ao período de janeiro de 1961 a maio de 2018, a menor temperatura registrada em Carmo foi de 2,4 °C em 1° de junho de 1979, e a maior atingiu 41 °C em 6 de dezembro de 1963. O maior acumulado de precipitação em 24 horas foi de 164 milímetros (mm) em 12 de novembro de 1980. Janeiro de 1961, com 591,6 mm, foi o mês de maior precipitação, seguido por janeiro de 2007 (577,6 mm).
| Dados climatológicos para Carmo | Dados climatológicos para Carmo | Dados climatológicos para Carmo | Dados climatológicos para Carmo | Dados climatológicos para Carmo | Dados climatológicos para Carmo | Dados climatológicos para Carmo | Dados climatológicos para Carmo | Dados climatológicos para Carmo | Dados climatológicos para Carmo | Dados climatológicos para Carmo | Dados climatológicos para Carmo | Dados climatológicos para Carmo | Dados climatológicos para Carmo |
| Mês | Jan                             | Fev                             | Mar                             | Abr                             | Mai                             | Jun                             | Jul                             | Ago                             | Set                             | Out                             | Nov                             | Dez                             | Ano                             |
| --- | ------------------------------- | ------------------------------- | ------------------------------- | ------------------------------- | ------------------------------- | ------------------------------- | ------------------------------- | ------------------------------- | ------------------------------- | ------------------------------- | ------------------------------- | ------------------------------- | ------------------------------- |
| Temperatura máxima recorde (°C) | 40,9                            | 40,3                            | 38,4                            | 37,4                            | 35,6                            | 34,9                            | 35,5                            | 37,5                            | 39,7                            | 40,6                            | 39                              | 41                              | 41                              |
| Temperatura máxima média (°C) | 32,2                            | 33,3                            | 32,3                            | 31                              | 28,4                            | 27,3                            | 27,1                            | 28,5                            | 28,9                            | 29,9                            | 30,7                            | 31,5                            | 30,1                            |
| Temperatura mínima média (°C) | 21,3                            | 21,3                            | 20,8                            | 19,2                            | 16,4                            | 14,5                            | 13,9                            | 14,8                            | 16,8                            | 18,8                            | 20,1                            | 20,9                            | 18,2                            |
| Temperatura mínima recorde (°C) | 13,8                            | 14                              | 12,2                            | 9,8                             | 5                               | 2,4                             | 5                               | 5,4                             | 6,2                             | 10,1                            | 8,4                             | 10,8                            | 2,4                             |
| Precipitação (mm) | 237,3                           | 134,7                           | 147,9                           | 74,9                            | 45,1                            | 18                              | 18,3                            | 18,7                            | 63,4                            | 105,1                           | 179,7                           | 286,8                           | 1 329,6                         |
| Dias com precipitação (≥ 1 mm) | 15                              | 10                              | 11                              | 6                               | 5                               | 3                               | 3                               | 3                               | 6                               | 8                               | 13                              | 16                              | 99                              |
| Fonte: Instituto Nacional de Meteorologia (INMET) (normal climatológica de 1981-2010; recordes de temperatura: 01/01/1961 a 31/05/2018) |                                 |                                 |                                 |                                 |                                 |                                 |                                 |                                 |                                 |                                 |                                 |                                 |                                 |

## Subdivisões
Além da sede, possui outros dois distritos: Córrego da Prata e Porto Velho do Cunha. Porém possui outras localidades importantes, tais como Influência,Ilha Dos Pombos, Aurora, Santo Antônio do Quilombo, Barra do São Francisco, Bacelar e Paquequer.

## Turismo e meio ambiente
Carmo tem como uma de suas principais atrações a Igreja Matriz de Nossa Senhora do Carmo, construída em 1876 e que foi tombada como patrimônio histórico nacional pelo Instituto do Patrimônio Histórico e Artístico Nacional - IPHAN em 1964.
No entanto, há outras igrejas também antigas, tais como:
- Igreja de Nosso Senhor dos Passos (1972)
- Igreja de São Francisco de Salles (1855)
- Igreja Nossa Senhora da Conceição (1929)
- Igreja Nossa Senhora das Dores (1853)

Entre as áreas de interesse ecológico e de lazer, além dos rios Quilombo e Paquequer, pode-se mencionar a Serra da Prata, na divisa com Cantagalo, e a Ilha dos Pombos no rio Paraíba do Sul.
Para fins turísticos e culturais, pode-se considerar não só as diversas igrejas da cidade, construídas no século XIX, como também as fazendas de São José e de Santa Fé, além do Museu Histórico do Centro Cultural. Outra edificação histórica da cidade é a sua Antiga Estação Ferroviária, de 1885, que fazia parte do Ramal de Sumidouro da Estrada de Ferro Leopoldina, extinto nos anos 1960. O prédio histórico hoje abriga uma cooperativa local de produtores de leite.

No distrito de Córrego da Prata, está situada uma bela cachoeira formada pelas águas do rio dos Quilombos, na divisa entre Carmo e Cantagalo. Possui uma altura total de 7,5 metros, com três pequenos saltos com altura em torno de 2,5 metros cada um. No distrito, também é comum os visitantes fazerem trilhas ecológicas, como a Trilha da Pedreira da Prata, e a trilha da Pedra da Lua, lançada em 2024.